# Eteone tuberculata
Eteone tuberculata är en ringmaskart som beskrevs av Treadwell 1922. Eteone tuberculata ingår i släktet Eteone och familjen Phyllodocidae. Inga underarter finns listade i Catalogue of Life.